# Hot Ones
Pour les articles homonymes, voir Hot Ones (homonymie).
Hot Ones est une émission d'interview américaine animée par Sean Evans (en) diffusée depuis 2015 sur le site d'hébergement de vidéo YouTube.

## Concept
Le concept de l’émission est de poser des questions à une célébrité autour d'une assiette de dix ailes de poulet à la mode de Buffalo de plus en plus pimentées. L'émission a remporté deux Streamy Awards et a été nommée pour un Emmy Awards. La tagline, ou le slogan de l'émission, est : « l'émission avec des questions chaudes et des ailes de poulet encore plus chaudes ». À chaque aile de poulet, son niveau dans l'échelle de Scoville est renseigné. À chaque saison, un épisode est publié sur la chaîne First We Feast (en) tous les jeudis à 11 h. Les épisodes sont principalement enregistrés à Manhattan. Les ailes de poulet sont le plus souvent préparées par le restaurant Shorty's et le programme travaille avec le magasin Heatonist à Williamsburg pour trouver de nouvelles sauces pimentées.

## Historique
Dès ses premières saisons, le concept d'Hot Ones séduit ; les épisodes les plus divertissants sont ceux lors desquels les sauces posent le plus de difficultés aux invités, comme DJ Khaled dès la première saison qui préfère s'arrêter de manger. Cependant, effrayées par le concept, certaines célébrités attendent plusieurs saisons avant d'accepter l'invitation de l'émission, les premiers épisodes voient une forte représentation des rappeurs et des sportifs professionnels. La réputation de l'émission grandit, comme ses audiences, et se montre comme l'un des espaces dans lesquels les célébrités peuvent avoir une discussion profonde et montrer un aspect plus humain qu'une tournée promotionnelle classique.
Plusieurs épisodes diffusés en 2019 connaissent un grand succès, par exemples les épisodes avec Gordon Ramsay, Shaquille O'Neal ou encore Idris Elba. Les sauces pimentées sont au centre du programme, les réactions à celles-ci ont fait la popularité de l'émission,,. Pour Sean Evans, ces sauces humanisent les célébrités généralement mises sur un piédestal. La même année, l'émission est parodiée dans le Saturday Night Live présenté par Maya Rudolph, Reebok sort une série de chaussures en collaboration avec le programme et Matt Damon ou encore Paul Rudd font partie du casting afin d'impressionner leurs enfants.

## Adaptations
En 2022, l'émission est adaptée en France par Canal+, Studio Bagel et Mediawan et présentée par Kyan Khojandi,, puis en 2024 au Québec où elle est présentée par Marc-André Grondin et diffusée sur la plateforme Vidéotron.

## Audiographie
- [audio] (en) The Secret, Extremely Spicy Recipe for Tak Show Success, The Dave Chang Show, 58:44, 17 mars 2022